# Melophorus constans
Melophorus constans är en myrart som beskrevs av Santschi 1928. Melophorus constans ingår i släktet Melophorus och familjen myror. Inga underarter finns listade i Catalogue of Life.